# Серебряный карась
Сере́бряный кара́сь (лат. Carassius gibelio) — вид пресноводных лучепёрых рыб из рода карасей семейства карповых.
До 2003 года считался подвидом Carassius auratus и был известен как (обыкновенный) серебряный карась (Carassius auratus gibelio (Bloch, 1782)), причём серебряным карасём назывался и вид Carassius auratus в целом.

## Описание
Серебряный карась отличается от золотого более крупной и светлой чешуёй и меньшей высотой тела. Как правило, окрась чешуй серебристо-серый или зеленовато-серый, но изредка встречаются экземпляры с золотистым и даже розовато-оранжевым окрасом. Соотношение высоты и длины тела может значительно меняться в зависимости от условий обитания.
Первый луч спинного и анального плавников представляет собой твёрдый зазубренный шип, остальные лучи мягкие.
Серебряный карась достигает 46,6 см длины и массы до 3 кг. Отдельные экземпляры живут до 10—12 лет.

## Ареал
Изначально серебряный карась обитал в бассейне реки Амур и прилегающих водоёмах. Искусственно расселён в 60-х годах XX века во многие водоёмы Сибири и Европы. Сейчас завезён в Северную Америку, Индию и другие регионы. При этом в европейских и сибирских водоёмах серебряный карась постепенно вытеснил обыкновенного (золотого) вплоть до полного исчезновения последнего.

## Размножение
Нерест порционный, может происходить от одного до трёх раз за год, в зависимости от температуры воды. Как правило, самцов в 4—6 раз меньше, чем самок, а в некоторых водоёмах самцов нет вообще. В таких водоёмах самки серебряного карася нерестятся с самцами родственных видов рыб (плотва, золотой карась, линь, лещ, карп и других). Настоящего оплодотворения не происходит, так как сперматозоид не оплодотворяет, а только стимулирует развитие икры. В потомстве при этом появляются только самки. Такой способ размножения называется гиногенезом.

## Хозяйственное значение
Карась серебряный является объектом рыбоводства, как и карп, а также объектом рыболовного промысла, спортивной и любительской рыбалки. Созданы гибриды серебряного карася и карпа.
На основе подвида серебряного карася в Китае в XI веке были выведены аквариумные золотые рыбки и другие декоративные породы.

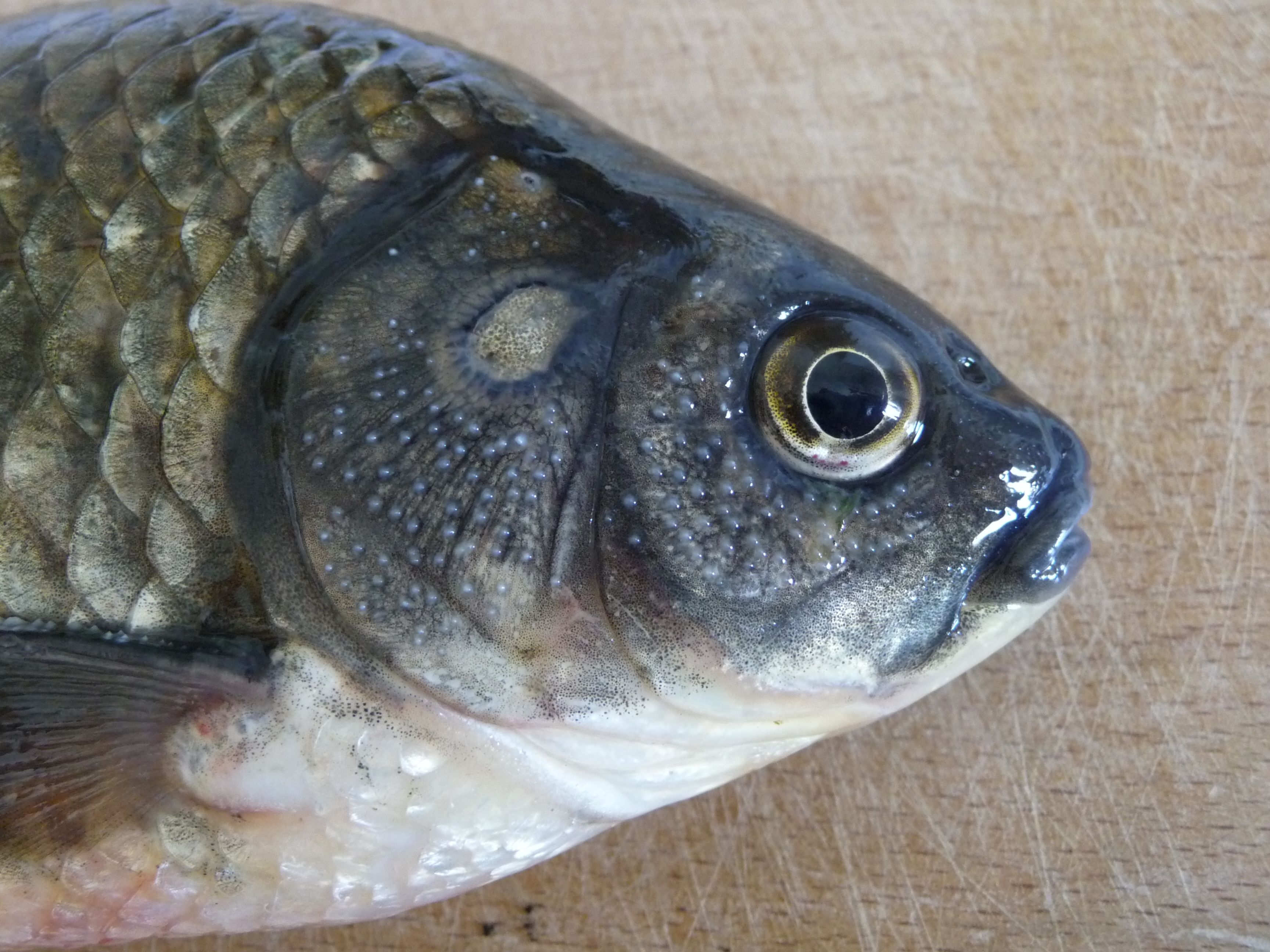
Карась
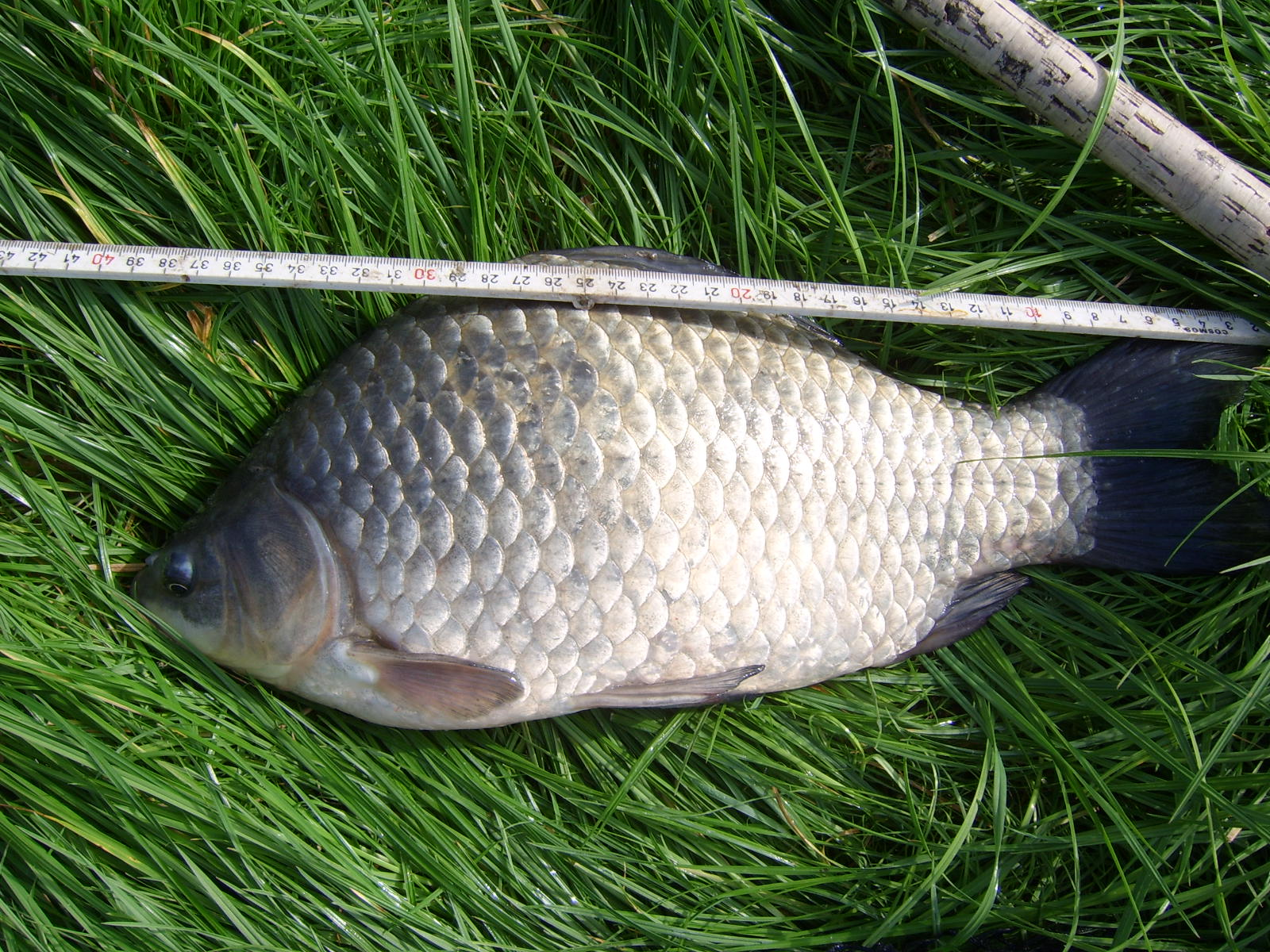
Серебряный карась-рекордсмен (длина около 40 см)
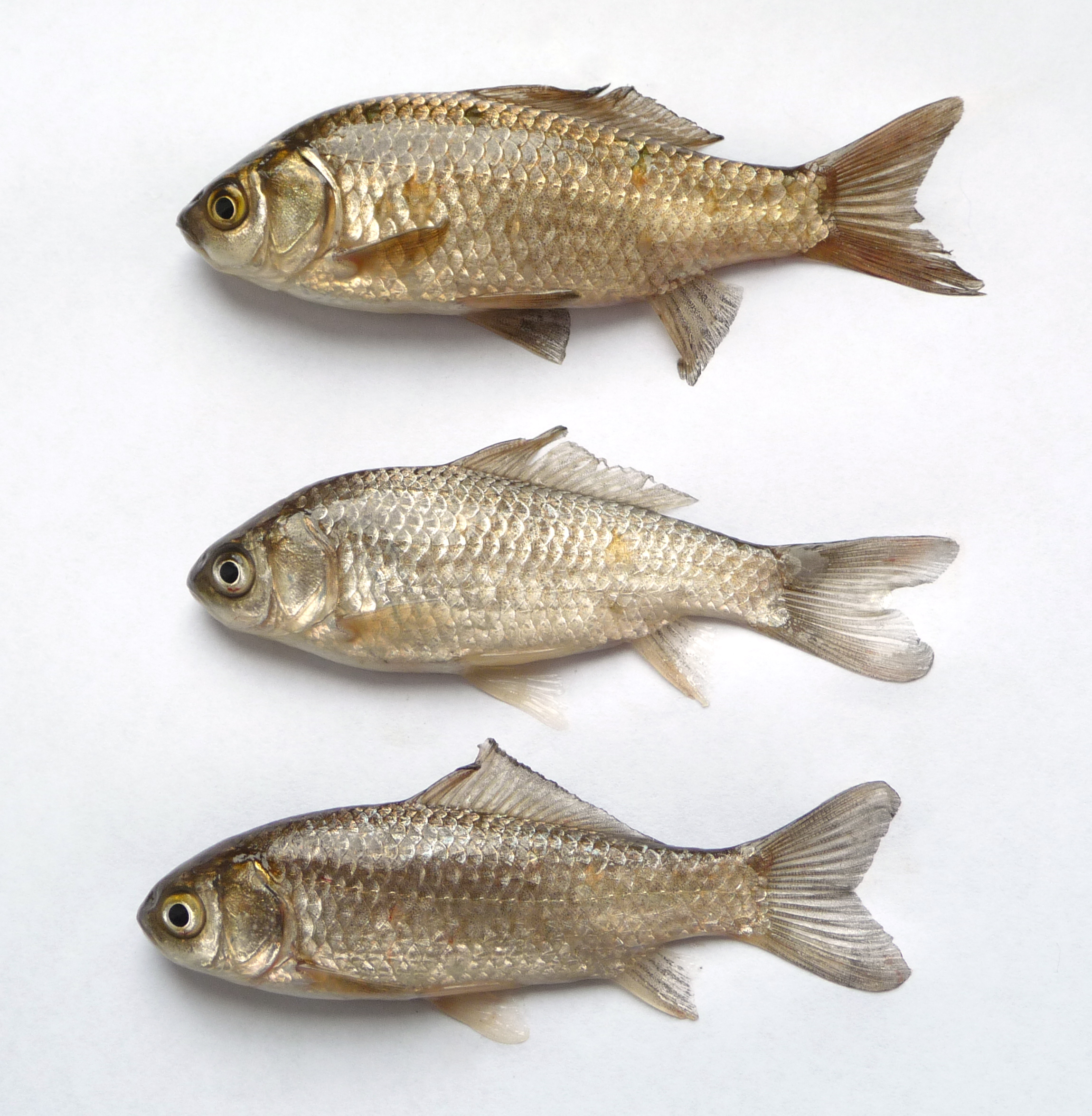
Молодь серебряного карася. Вариации формы тела и цвета чешуи